# Poltype
Poltype, Polset – profesjonalny system desktop publishing opracowany w roku 1986 przez polską firmę Cyfronex we współpracy z brytyjską firmą Mono Type. 
W pierwszej generacji Poltype wymagał własnego, ośmiobitowego komputera, w następnych, Poltype 03 i 04 wykorzystano komputer klasy PC XT. System w wersji 04 posiadał własną klawiaturę – 510 klawiszy. Poltype posiadał podgląd graficzny WYSIWYG, pozwalający na obejrzenie strony zarówno w części, jak i w całości. System współpracował z drukarkami laserowymi. Pozwalał na przygotowanie końcowej wersji druku, gotowego do wysłania do drukarni. Został zastąpiony przez program Cyfroset.